# Apartadó
Apartadó es un municipio de Colombia, ubicado en la subregión de Urabá en el departamento de Antioquia, siendo el municipio más poblado de dicha región. Limita por el norte el puerto y distrito de Turbo, además su cabecera municipal está a 310 kilómetros de la capital departamental, Medellín. 
Es conocida por su actividad comercial e infraestructura comercial, ya que posee las principales sedes de entidades del estado y empresas nacionales y multinacionales. Además en 2014 fue la sede del Sudamericano de Rugby B 2014.
Apartadó cuenta con más de 180.000 habitantes, donde confluye una diversa mezcla cultural que reúne afrodescendientes, blancos, mestizos e indígenas, en una planicie que hace parte del Caribe colombiano.

## Historia

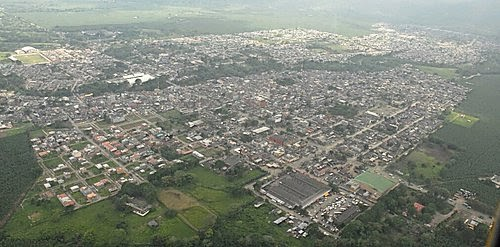
Imagen aérea de Apartadó.

El nombre Apartadó en dialecto indígena traduce a Río del Plátano, Pata: Plátano, y Do: Río.
Apartadó nace a raíz de la colonización provocada con la apertura de la carretera al mar Caribe de Antioquia, y con la persecución política que hubo en Colombia a partir de 1948, tras el asesinato del líder Jorge Eliécer Gaitán. Aunque la fundación del poblado se remonta a 1907, la iniciación formal de la comunidad data más precisamente de 1949, un año después de iniciada la persecución política. Años más tarde, el lugar se convirtió en inspección de policía instalado por la municipalidad de Turbo en 1965. Posteriormente, se convirtió en corregimiento de Turbo.
Oficialmente, Apartadó nació mediante ordenanza n.º 7 del 30 de noviembre de 1967. Así, comienza su vida municipal en 1968, hijo del municipio de Turbo y hermano de los municipios vecinos de Necoclí, Arboletes, San Pedro de Urabá, Carepa y Chigorodó, todos parte del territorio conocido como Urabá antioqueño.

## Geografía física

### Ubicación
| Noroeste: Turbo | Norte: Turbo | Noreste: Valencia, Tierralta |
| Oeste: Turbo    |              | Este: Tierralta              |
| Suroeste Carepa | Sur: Carepa  | Sureste: Carepa              |

### Clima
| Parámetros climáticos promedio de Apartadó, Antioquia.   | Parámetros climáticos promedio de Apartadó, Antioquia. | Parámetros climáticos promedio de Apartadó, Antioquia. | Parámetros climáticos promedio de Apartadó, Antioquia. | Parámetros climáticos promedio de Apartadó, Antioquia. | Parámetros climáticos promedio de Apartadó, Antioquia. | Parámetros climáticos promedio de Apartadó, Antioquia. | Parámetros climáticos promedio de Apartadó, Antioquia. | Parámetros climáticos promedio de Apartadó, Antioquia. | Parámetros climáticos promedio de Apartadó, Antioquia. | Parámetros climáticos promedio de Apartadó, Antioquia. | Parámetros climáticos promedio de Apartadó, Antioquia. | Parámetros climáticos promedio de Apartadó, Antioquia. | Parámetros climáticos promedio de Apartadó, Antioquia. |
| Mes                                                      | Ene.                                                   | Feb.                                                   | Mar.                                                   | Abr.                                                   | May.                                                   | Jun.                                                   | Jul.                                                   | Ago.                                                   | Sep.                                                   | Oct.                                                   | Nov.                                                   | Dic.                                                   | Anual                                                  |
| -------------------------------------------------------- | ------------------------------------------------------ | ------------------------------------------------------ | ------------------------------------------------------ | ------------------------------------------------------ | ------------------------------------------------------ | ------------------------------------------------------ | ------------------------------------------------------ | ------------------------------------------------------ | ------------------------------------------------------ | ------------------------------------------------------ | ------------------------------------------------------ | ------------------------------------------------------ | ------------------------------------------------------ |
| Temp. máx. abs. (°C)                                     | 34.1                                                   | 35.0                                                   | 36.2                                                   | 34.8                                                   | 35.6                                                   | 34.4                                                   | 35.1                                                   | 36.2                                                   | 35.0                                                   | 35.0                                                   | 33.6                                                   | 34.8                                                   | 36.2                                                   |
| Temp. máx. media (°C)                                    | 30.6                                                   | 30.7                                                   | 31.0                                                   | 31.1                                                   | 31.3                                                   | 31.1                                                   | 31.3                                                   | 31.3                                                   | 31.1                                                   | 31.2                                                   | 30.6                                                   | 30.4                                                   | 31                                                     |
| Temp. media (°C)                                         | 26.4                                                   | 26.5                                                   | 26.7                                                   | 27.0                                                   | 26.8                                                   | 26.7                                                   | 26.6                                                   | 26.6                                                   | 26.5                                                   | 26.3                                                   | 26.4                                                   | 26.5                                                   | 26.6                                                   |
| Temp. mín. media (°C)                                    | 23.3                                                   | 23.2                                                   | 23.5                                                   | 24.0                                                   | 23.6                                                   | 23.3                                                   | 22.6                                                   | 23.2                                                   | 23.1                                                   | 23.0                                                   | 23.0                                                   | 23.2                                                   | 23.3                                                   |
| Temp. mín. abs. (°C)                                     | 16.2                                                   | 17.4                                                   | 15.0                                                   | 19.5                                                   | 17.0                                                   | 18.0                                                   | 18.2                                                   | 18.0                                                   | 15.5                                                   | 16.6                                                   | 16.4                                                   | 16.0                                                   | 15.0                                                   |
| Lluvias (mm)                                             | 87                                                     | 87                                                     | 98                                                     | 234                                                    | 317                                                    | 280                                                    | 252                                                    | 262                                                    | 273                                                    | 323                                                    | 273                                                    | 191                                                    | 2677                                                   |
| Días de lluvias (≥ )                                     | 9                                                      | 9                                                      | 9                                                      | 18                                                     | 22                                                     | 21                                                     | 22                                                     | 22                                                     | 21                                                     | 21                                                     | 19                                                     | 14                                                     | 207                                                    |
| Horas de sol                                             | 165                                                    | 136                                                    | 127                                                    | 103                                                    | 122                                                    | 92                                                     | 134                                                    | 135                                                    | 114                                                    | 128                                                    | 136                                                    | 139                                                    | 1531                                                   |
| Humedad relativa (%)                                     | 86                                                     | 85                                                     | 83                                                     | 85                                                     | 87                                                     | 87                                                     | 87                                                     | 87                                                     | 87                                                     | 86                                                     | 87                                                     | 87                                                     | 86.2                                                   |
| Fuente: Parámetros climáticos IDEAM 12 de agosto de 2018 |                                                        |                                                        |                                                        |                                                        |                                                        |                                                        |                                                        |                                                        |                                                        |                                                        |                                                        |                                                        |                                                        |

## División Político-Administrativa
La cabecera municipal se encuentra dividido en 4 comunas (en la que se encuentra ciertos barrios):
- Comuna 1 - Bernardo Jaramillo Ossa
- Comuna 2 - Ocho de Febrero
- Comuna 3 - Pueblo Nuevo
- Comuna 4 - José Joaquín Vélez

### Corregimientos
Apartadó tiene bajo su jurisdicción los siguientes corregimientos (de acuerdo a la Gerencia departamental):
- Churidó
- El Reposo
- Puerto Girón
- San José de Apartadó

## Demografía
Población Total: 121 003 hab. (2018)
- Población Urbana: 98 454
- Población Rural: 22 549

Alfabetismo: 82.9% (2005)
- Zona urbana: 84.2%
- Zona rural: 75.2%

### Etnografía
Según las cifras presentadas por el DANE del censo 2005, la composición etnográfica del municipio es:
- Mestizos & Blancos (56,8%)
- Afrocolombianos (42,7%)
- Indígenas (0,5%)

## Economía
Según datos que provee el DANE, la ciudad de Apartadó es la primera en importancia económica de la subregión de Urabá. Su economía ha venido diversificándose en los últimos años, destacando el despegue del sector comercial, financiero, construcción, manufacturero, y de servicios. Esto abonado a la relativa estabilidad que ha brindado el sector bananero a la actividad económica, que es la actividad económica más importante del municipio; ha permitido el crecimiento relativo de una naciente clase media, que se ha asentado en la parte occidental y noroccidental del municipio. Los ingresos del municipio de Apartadó son mayoritariamente "transacciones del estado central", que llegan a través del Sistema General de Participaciones, regalías, empréstitos y transacciones. Los ingresos del municipio de Apartadó están constituidos por: 11,3% de recaudo tributario, y 88,7% de recaudo No tributario Aunque cabe destacar, que Apartadó es la ciudad con mayor capacidad para generar recursos propios, ya que es la que mayor y mejor recaudo tributario tiene en la subregión de Urabá.

### Sector Financiero
Es uno de los sectores más dinámicos de la economía apartadoseña, ya que es el encargado de proveer de crédito a gran parte del sector productivo del municipio y a los consumidores. Apartadó es la ciudad con mayor número de sucursales bancarias de la subregión de Urabá y el que más dinámica financiera presenta.

### Sector comercial

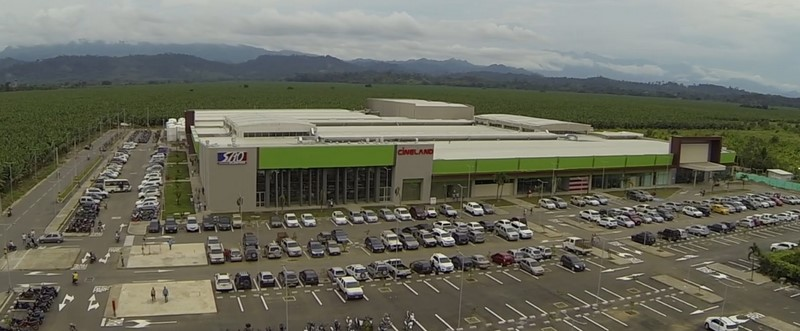
Centro Comercial Nuestro Urabá

Apartadó es una ciudad con gran actividad comercial interna, es la que posee la mayor cantidad de establecimientos comerciales de la subregión de Urabá. Las Calles del Comercio, son muy concurridas por las personas de las zonas periféricas del municipio, sobre todo en épocas de: Navidad, Fin de año, comienzo de año escolar, vacaciones de mitad de año, y fiestas como el día del Amor y la Amistad, día del niño, Halloween, día de las madres,feria del banano, entre otros. Destaca también, la llegada en la última década de importantes centros comerciales y concesionarios como: Centro Comercial Plaza del Río, Almacenes Éxito, SuperMax Tiendas, Centro Comercial Nuestro Urabá, Super Almacenes Olímpica (SAO); concesionarios de automóviles Renault y Chevrolet.

### Sector Industrial
Apartadó cuenta con una zona industrial en la cual se desarrollan trabajos de alta, mediana y baja complejidad, entre los que se cuentan: Fabricación de plástico y cartón, de la cual se encarga la empresa Corrugados del Darién; además de actividades de marroquinería, torno, re-ensamblado, pintura, reparación y mantenimiento de maquinaria dura. También hay ya una amplia gama de talleres y almacenes especializados en reparación y mantenimiento de algunos vehículos de alta y mediana gama.
En líneas generales, el sector industrial del municipio de Apartadó, está conformado de la siguiente manera:
- Talleres de reparación (76 establecimientos)
- Industria de confección (11 establecimientos)
- Ebanistería y carpintería (7 establecimientos)
- Aserríos pequeños (7 establecimientos)
- Tapicerías (6 establecimientos)
- Fábricas de bloques de cemento (4 establecimientos)

### Comercio Exterior
Desde el año 2010, se instaló en la ciudad de Apartadó la Zona Franca de Urabá, la cual cuenta dentro de sus instalaciones con una clínica de alto nivel, y la presencia de 10 compañías más, que empezarán a exportar a través de esta herramienta de estímulo al comercio exterior. El sector agroexportador de Banano y Plátano en Urabá es uno de los más importantes, ya que este fundamenta gran parte de la economía de la ciudad. Las principales empresas agro-exportadoras de la región son: UNIBAN, BANACOL, SUNISA, ASOBANANA, entre otras.

### Agricultura
El cultivo de banano y plátano son las actividades económicas más importantes del municipio. El área sembrada en cultivo de banano es de casi 35.425 Hec, el sector agroexportador de banano y plátano ejerce sobre la economía apartadoseña un efecto de riego de riqueza sobre los demás sectores, debido a que la gran mayoría de los trabajos que hay en Apartadó, son directa o indirectamente relacionados con este. Apartadó dedica cerca de un 5% de su extensión, a sembrar otros cultivos, aunque de menor importancia, como lo son: maíz, yuca, y cacao, y frutales como chontaduro, aguacate, y borojó.

### Servicios
En la ciudad se ha podido apreciar un gran aumento de empresas que ofrecen servicios. Entre ellas, encontramos: Oficinas de abogados, contadores, asesores fiscales; consultorios de servicios de salud privados (Como Consultorios de Psicología, medicina general, medicina especializada, odontología, veterinaria entre otros), servicios de apoyo a las empresas en labores de: Jardinería, lavandería, aseo, cafetería, archivística y gestión documental, y apoyo administrativo. Este sector es el que más crecimiento ha contemplado en la última década.

### Otros sectores
Tales como maderero, ganadero, minero, y de artesanías, apoyan en menor medida la actividad económica del municipio.

## Fiestas
- Fiestas del Banano, en noviembre, fiesta emblema del municipio
- Festival Vallenato "Voces y Acordeones" en agosto
- Fiestas de la Virgen del Carmen en julio
- Desfile de Mitos y Leyendas en diciembre
- Fiestas de la antioqueñidad

## Gastronomía
Por su diversidad étnica y cultural, la ciudad de Apartadó cuenta con una gran variedad de platos típicos, que se han ido adaptado a los productos que se siembran en la región, como son: El banano, el plátano, el ñame, el coco, la yuca y la piña. Entre los platos más representativos, se ofrece: Comida típica antioqueña de la montaña, como la famosa bandeja paisa, frijoles, mazamorra; asados y cocina internacional.
Igualmente se ofrece comida de mar como los preparados de cangrejo, camarones, arroz con huevo, arepa de huevo, pescado en todas sus variedades, y recetas preparadas con plátano, banano y coco.

## Transporte

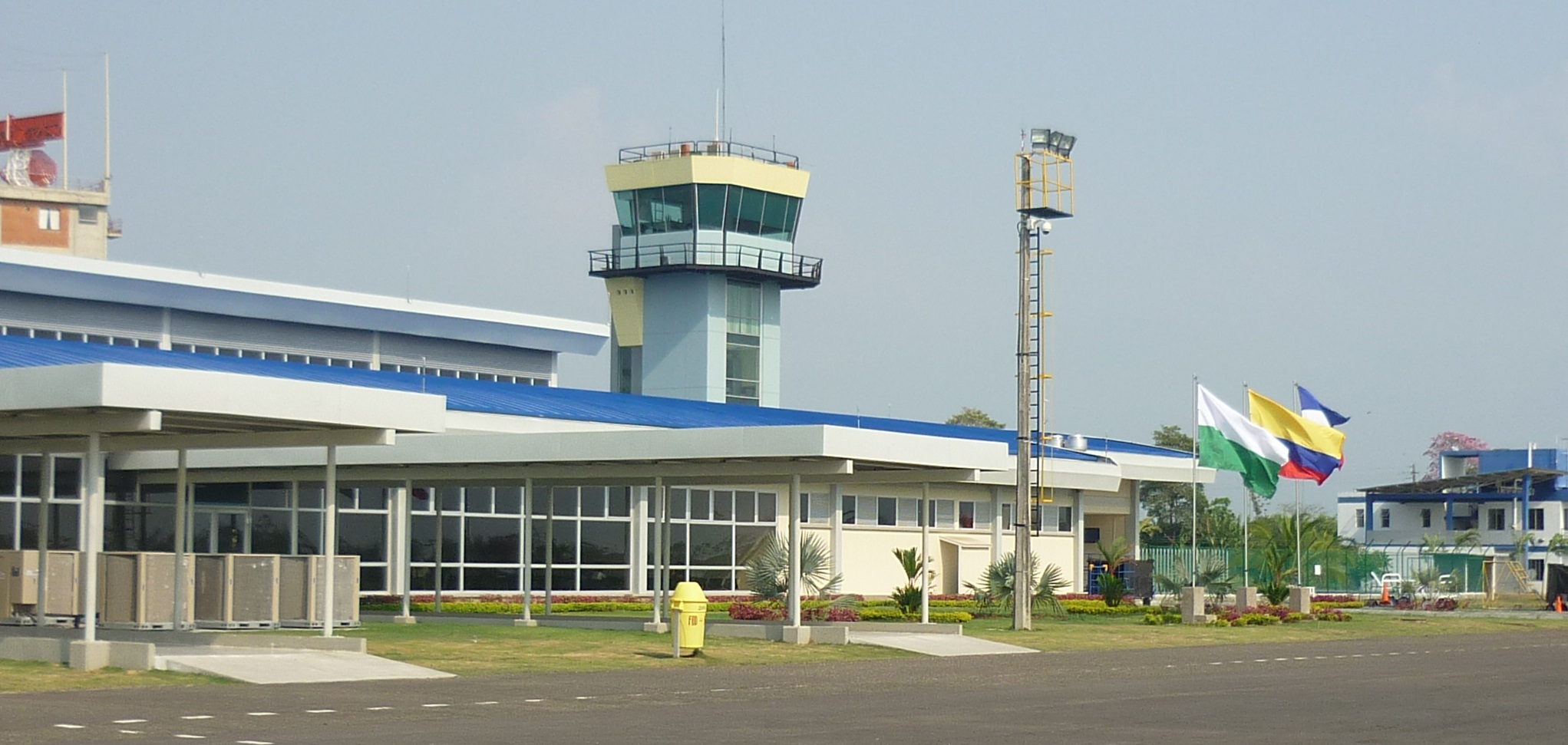
Aeropuerto Antonio Roldán Betancourt- APO.

Apartadó es servida por el Aeropuerto Antonio Roldán Betancourt, el cual cuenta con vuelos diarios directos a Medellín, vuelos directos a Bogotá y a Quibdó. Por carretera, Apartadó está ubicada a 310 kilómetros de Medellín, capital del departamento de Antioquia. Tiene servicio de taxis, cuenta con un servicio de transporte público inter-urbano, además del servicio de transportes que comunica al casco urbano del municipio con los corregimientos de: El reposo, Churido y Loma Verde. La ciudad también cuenta con una terminal de transportes terrestre, desde la cual se pueden tomar los buses y taxis inter-municipales. Los habitantes del municipio se transportan en automóvil o en moto, y el 37,7% de sus vías están pavimentadas, siendo la ciudad con el sistema vial más grande del Urabá.

## Salud
El municipio de Apartadó cuenta con las siguientes clínicas, hospitales y centros de salud:

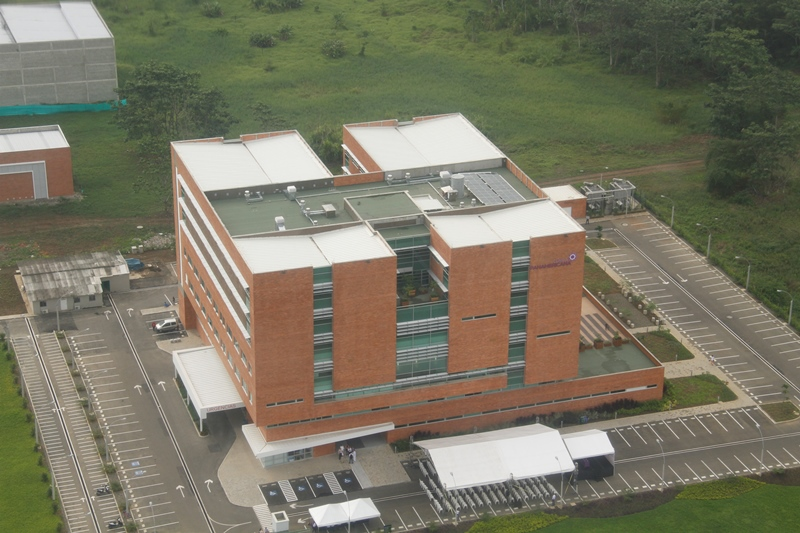
Clínica Panamericana de Apartadó, ubicada en la Zona Franca de Urabá

- Hospital Antonio Roldan Betancur operado por la IPS Univeritaria de la Universidad de Antioquia
- Clínica Panamericana
- Clínica de Urabá
- Clínica Chinita
- IPS Universitaria Centro de Salud Alfonso López
- IPS Universitaria Centro de Salud Pueblo Nuevo
- IPS Universitaria San José de Apartadó
- Instituto Neorológico de Colombia

Además cuenta con múltiples consultorios médicos, odontológicos, neurológicos, laboratorios clínicos, ópticas y centros de rehabilitación fisioterapeuta.

## Sitios de interés
- Parque recreativo Comfamiliar Camacol
- Catedral Nuestra Señora del Carmen
- Iglesia La Divina Eucaristía
- Parque de los Encuentros COMFENALCO.
- Parque de los Bomberos
- Parque Ortiz - Zona Rosa de Apartadó
- Parque Zungo
- Centro comercial Plaza del Río
- Universidad de Antioquia
- Biblioteca Pública Municipal "Federico García Lorca"
- Casa de la cultura del Municipio
- Parque Hakuna

- Unidad deportiva Municipal del IMDER "Santiago Santacruz Rambay"
- Parque "La Martina"
- Ciudadela educativa y cultural "Puerta del Sol"

- Zona franca de Urabá.
- Centro Comercial Nuestro Urabá
- Universidad Cooperativa de Colombia
- Universidad Católica Luis Amigó
- Parque estadio Caterine Ibarguen
- Skatepark Uraba

### Destinos ecológicos
- Finca Bananera Maryland
- Bañaderos La Bocatoma y Mojahuevo
- Río León
- Elevación Miramar
- Plantaciones bananeras

## Educación
El municipio de Apartadó está certificado en educación Básica y Media, mediante resolución 5178 del 4 de agosto de 2009 del Ministerio de Educación Nacional de Colombia lo que quiere decir que es el responsable de velar por la administración de este servicio público. Entre las instituciones educativas y colegios más importantes del municipio se cuentan:

### Básica y media
- Colegio Americano
- Colegio Adventista de Apartadó - Privado
- Colegio Cooperativo - privado
- Colegio Diocesano Juan Pablo II
- Institución Educativa Alegría de aprender
- Institución Educativa Alfonso López
- Institución Educativa Cadena Las Playas
- Institución Educativa COPOL
- Institución Educativa El Reposo
- Institución Educativa Heraclio Mena Padilla (HEMEPA)
- Institución Educativa José Celestino Mutis
- Institución Educativa José Joaquín Vélez
- Institución Educativa La Paz
- Institución Educativa Madre Laura
- Institución Educativa Policarpa Salavarrieta
- Institución Educativa Rural Pedronel Durango
- Institución Educativa San Francisco de Asís
- Institución Educativa San José Obrero
- Institución Educativa San Juan Bosco
- Institución Educativa San Pedro Claver
- Instituto Uniban

### Educación superior
Por otro lado, la ciudad de Apartadó es líder en educación superior. Desde hace más de una década se han establecido varias universidades. Entre las más importantes que hacen presencia en la ciudad, están:

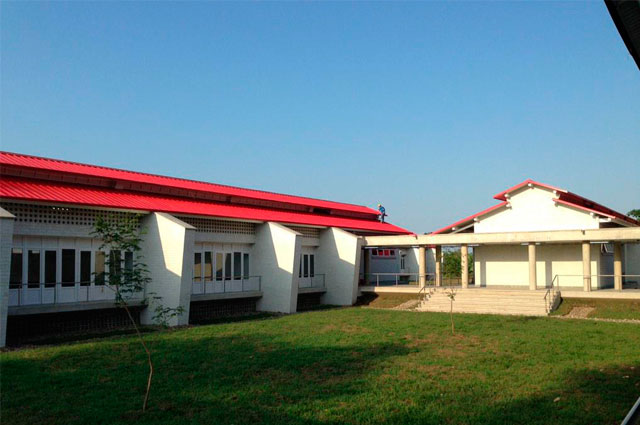
Ciudadela Universitaria de Apartadó - Universidad de Antioquia

- Universidad de Antioquia -Ciudadela Universitaria de Apartadó-.
- Institución Universitaria FESU
- Institución Universitaria ESUMER
- Fundación Universitaria Luis Amigó
- Corporación Universitaria "Minuto de Dios"
- Universidad Nacional Abierta y a Distancia
- SENA -Servicio Nacional de Aprendizaje-
- Universidad del Tolima
- Universidad Remington
- Escuela Superior de Administración Pública (ESAP)
- Universidad Cooperativa de Colombia
- Fundación Universitaria Autónoma de las Américas
- Politécnico Colombiano Jaime Isaza Cadavid

## Estructura organizacional municipal
| Apartadó     | Apartadó    | Apartadó                   |
| Departamento | Código DANE | Categoría municipal (2023) |
| ------------ | ----------- | -------------------------- |
| Antioquia    | 05045       | Tercera                    |

- Personería: Es un centro del Ministerio Público de Colombia que ejerce, vigila y hace control sobre la gestión de las alcaldías y entes descentralizados; velan por la promoción y protección de los derechos humanos; vigilan el debido proceso, la conservación del medio ambiente, el patrimonio público y la prestación eficiente de los servicios públicos, garantizando a la ciudadanía la defensa de sus derechos e intereses.

El actual Personero municipal es Leidy Martínez Díaz.
- Concejo Municipal: Es la suprema autoridad política del municipio. En materia administrativa sus atribuciones son de carácter normativo. También le corresponde vigilar y hacer control político a la administración municipal. Se regulan por los reglamentos internos de la corporación en el marco de la Constitución Política Colombiana (artículo 313) y las leyes, en especial la Ley 136 de 1994 y la Ley 1551 de 2012.

Constituido por 17 concejales por un periodo de 4 años.
- Alcaldía Municipal: En esta se encuentra la administración municipal y las entidades descentralizadas del municipio.

El Alcalde se pronuncia mediante decretos y se desempeña como representante legal, judicial y extrajudicial del municipio. El actual Alcalde municipal es Héctor Palacios Rodríguez (2024-2027), elegido por voto popular.
- JAL.